# تاکومی فروکاوا
تاکومی فروکاوا (به ژاپنی: 古川 卓己, Furukawa Takumi); ۲۷ مارس ۱۹۱۷ – ۴ اکتبر ۲۰۱۸) کارگردان فیلم، و فیلم‌نامه‌نویس اهل ژاپن بود.